# Michael Aris
Michael Vaillancourt Aris, född 27 mars 1946 i Havanna, Kuba, död 27 mars 1999 i Oxford, Oxfordshire, var en brittisk akademiker och författare. Han var en ledande västerländsk auktoritet på bhutansk, tibetansk och himalayisk kultur och skrev många böcker om buddhismen i de regionerna. Han var gift med Aung San Suu Kyi, och hans tvillingbror Anthony Aris är också expert på Tibet.

Michael Aris namnteckning.

Efter sin universitetsexamen var han i sex år privatlärare åt kungabarnen i Bhutan. Han undervisade senare i asiatisk historia i Oxford. 1972 gifte han sig med Aung San Suu Kyi, som han träffade under sina studier. Sedan 1988 kunde han endast träffa Aung San Suu Kyi, som hade återvänt till Myanmar, ett fåtal gånger (sista gången blev julen 1995), eftersom den burmesiska regimen vägrade utfärda visum och Aung San Suu Kyi fruktade att hon inte skulle bli insläppt i landet igen om hon reste ut för att träffa Aris. 1997 fick han diagnosen obotlig prostatacancer och dog samma dag som han fyllde 53 år 1999.